# Garnett (Kansas)
Garnett település az Amerikai Egyesült Államok Kansas államában, Anderson megyében, melynek megyeszékhelye is. Lakosainak száma 3242 fő (2020. április 1.).

## Népesség
A település népességének változása:

| 2010 | 3 415 |
| 2020 | 3 242 |